# Canyon Lake (Teksas)
Canyon Lake je naseljeno mjesto za statističke potrebe u američkoj saveznoj državi Teksas. Prema popisu stanovništva iz 2010. u njemu je živjelo 21.262 stanovnika.